# Де живе жар-птиця?

«Де живе жар-птиця?» — фольклорна збірка українських народних казок, легенд, загадок, фразеологічних зворотів, записаних відомим збирачем народної творчості Іваном Гуриним. Художник — Олег Петренко-Заневський.
Збірка складена у 1991 році, видається багатотисячним тиражем.
Рекомендована для читання дітьми середнього шкільного віку. Містить казки: «Чоловік, борсук і лисиця», «Зраду не прощають», «Кобиляча голова», «Як пан сіно їв», «Як чорт мужика нагородив», «Казка про двох шахраїв», «Яєць — повний гаманець», «Своя нива» та інші. Також в збірці присутні легенди «Про пташиного царя Кука», «Про Богдана Хмельницького», «Як ворона украла корову», «Хлопчик і тінь» та інші.